# Lac Chagan
Pour les articles homonymes, voir Chagan (homonymie).
Pour le lac situé à Songyuan, dans la province de Jilin, en Chine, voir Lac Chagan (Chine).
Le lac Chagan (ou lac Balapan), situé au Kazakhstan, est un lac créé par l'essai nucléaire Chagan effectué le 15 janvier 1965 par l'Union soviétique, dans le cadre du programme pacifique d'explosions nucléaires pour l'économie nationale.
L'eau provient de la rivière Chagan qui lui a donné son nom. Souvent considéré comme un « lac atomique », il a un volume d'environ 10 000 000 m3. Il est encore radioactif, bien que la radioactivité ait légèrement diminué. Au sud, le bord du cratère retient les eaux d'un deuxième réservoir.
- Mesure de la radioactivité du lac Chagan (vidéo)